# CKAN
CKAN (Comprehensive Knowledge Archive Network) ist eine webbasierte Datenkatalog-Software, die insbesondere von öffentlichen Einrichtungen für das Teilen „offener Daten“ verwendet wird. Seine Entwicklung wird insbesondere durch die NGO Open Knowledge Foundation (OKF) vorangetrieben. Am 10. Juni 2019 gab die Open Knowledge Foundation bekannt, dass die Produktverantwortung von CKAN zukünftig gemeinsam von den Firmen Link Digital und Datopian wahrgenommen wird. CKAN wurde ursprünglich in Anlehnung an die von Linux bekannten Paketverwaltungssysteme entwickelt, ist jedoch mittlerweile eine vollwertige Katalogsoftware, die Daten und deren Metadaten für Endnutzer in unterschiedlichen Formaten bereitstellt und teilweise auch visuell darstellen kann.
CKAN lässt sich zu einem großen Teil RESTful steuern. Dadurch ist es einfach, Datensätze und ihre Metadaten automatisiert per Skript zu pflegen. CKAN erlaubt es mittels Plugins, einen  großen Teil der Funktionalität zu ändern oder zu erweitern. CKAN verfügt über eine große Anzahl von Erweiterungen.
Das System wird weltweit von Verwaltungen unterschiedlichster Staaten sowie staatlichen Einrichtungen genutzt. Bekannte Installationen betreiben beispielsweise die Verwaltungen der USA (data.gov) und Großbritanniens (data.gov.uk). Auch Deutschland (GovData), Österreich (data.gv.at) und die Schweiz (opendata.swiss) sowie zahlreiche Bundesländer, Kantone und Städte verfügen über eigene CKAN-Portale.

## Versionshistorie
Dargestellt werden die größeren Versionsveröffentlichungen (Major und Minor Releases, Details dazu unter Versionsnummer):
- v2.11.0: 21. August 2024
  - Neue Ui Technologie HTMX wurde integriert für moderne Oberflächen
  - Für den Datastore gibt es nun einen Table Designer zur Dateneingabe
  - Bootstrap 3 wird nicht mehr unterstützt
  - Ressourcen-Views, die auf Recline basieren, wurden entfernt
- v2.10.1: 24. Mai 2023
  - vorwiegend Sicherheitsupdate
- v2.10.0: 15. Februar 2023
  - Python ab Version 3.7 wird benötigt
  - Bootstrap 5 (Bootstrap 3 wird übergangsweise ebenfalls noch unterstützt)
- v2.9.8: 15. Februar 2023
  - Die Benutzer-Registrierung wird zu Sicherheit vorsorglich ausgeschaltet
  - Token-Generierung per Kommandozeile wird erleichtert
- v2.9.7: 26. Oktober 2022
  - Solr 8 wird unterstützt
  - Der "paster"-Befehl auf der Kommandozeilenebene wurde durch "ckan" ersetzt
- v.2.9: 5. August 2020
  - Bootstrap-2-Templates werden nicht mehr unterstützt
  - Python 3 wird erstmals unterstützt
  - Zugriff auf Datensätze nun mit API-Tokens
  - Die kleinste unterstützte PostgreSQL-Version ist 9.5, erstmals wird auch PostgreSQL 12 unterstützt
- v.2.8: 9. Mai 2018
  - Die API-Versionen 1 und 2 wurden eingestellt. Es ist nur noch die API Version 3 verfügbar
- v2.7: 2. August 2017
- v2.6: 2. November 2016
- v2.4: 22. Juli 2015
- v2.3: 4. März 2015
- v2.2: 4. Februar 2014
- v2.1: 13. August 2013
- v2.0: 10. Mai 2013
- v1.0: 11. Mai 2010
- v0.1: Mai 2006